# سید اسمعیل قوامی
سید اسماعیل‌خان فروغ‌الملک که نام خانوادگی قوامی را برگزید، نماینده شیراز در دوره هجدهم مجلس شورای ملی بود.
فروغ‌الملک همسر زینت‌الملوک دختر حبیب‌الله خان قوام‌الملک شیرازی بود. خانه فروغ‌الملک در محله سنگ سیاه پشت امامزاده بی‌بی دختران در بافت قدیمی شیراز که اکنون موزه هنر مشکین‌فام نامیده می‌شود، از آثار ثبت شده ملی است. این خانه در سال ۱۳۱۰ بنا شد و در سال ۱۳۲۷ به دبستان تبدیل گردید.
خانه همسر او زینت‌الملک در ضلع غربی نارنجستان قوام نیز اکنون از دیدنی‌های شیراز است. ساخت این بنا در سال ۱۲۹۰ هجری قمری به دست علی‌محمد خان قوام‌الملک دوم آغاز شد و در سال ۱۳۰۷ هجری قمری به دست محمدرضا خان قوام‌الملک سوم به پایان رسید. از زینت‌الملک با عنوان زنی مؤمن و نیکوکار یاد می‌شود که در دهه های محرم مراسم عزاداری و سفره های خیریه در منزلش برپا بوده. گفته می‌شود که او بن و کوپنهایی برای مستمندان فراهم می‌کرده که برای تهیه اقلامی نظیر برنج، گوشت، قند، شکر و غیره به کار می‌بردند.
فروغ‌الملک در انتخابات مجلس شورای ملی که در شیراز در زمستان ۱۳۳۲ بر پا شد به نمایندگی این شهرستان برگزیده شد (دوره هجدهم).